# 歇塞魯格山
47°9′18″N 9°18′46″E / 47.15500°N 9.31278°E

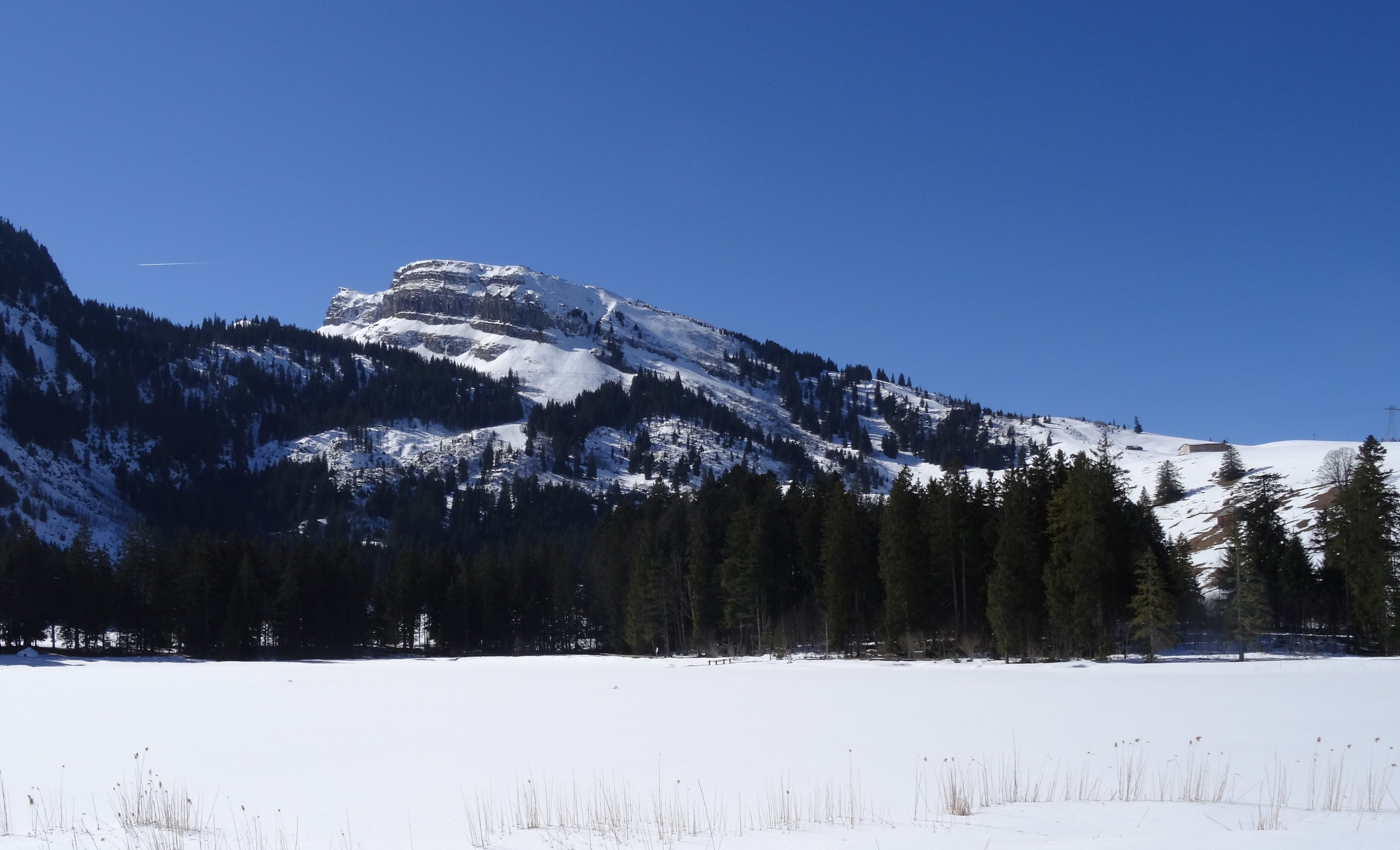

歇塞魯格山（德語：Chäserrugg），是瑞士的山峰，位於該國東北部，由聖加侖州負責管轄，屬於阿彭策爾阿爾卑斯山脈的一部分，海拔高度2,262米，每年平均降雨量1,954毫米。